# Amata chlorocera
Amata chlorocera är en fjärilsart som beskrevs av George Francis Hampson 1892. Amata chlorocera ingår i släktet Amata och familjen björnspinnare. Inga underarter finns listade i Catalogue of Life.